# Svenska mästerskapen i friidrott 2003
Svenska mästerskapen i friidrott 2003 var uppdelat i
- SM terräng den 3 till 4 maj i Gustafsberg utanför Uddevalla, arrangörsklubb Hälle IF,
- SM stafett den 7 till 8 juni på Stockholms stadion i Stockholm, arrangörsklubb Stockholms FIF,
- SM maraton den 14 juni i Stockholm, arrangörsklubbar Hässelby SK och Spårvägens FK,
- SM lag den 10 juli på Arosvallen i Västerås, arrangörsklubb Västerås FK,
- Stora SM den 1  till 3 augusti på Sportcentrum i Norrtälje, arrangörsklubb Rånäs 4H,
- SM mångkamp den 30 och 31 augusti på Gavlestadion i Gävle, arrangörsklubb Gefle IF,
- SM halvmaraton den 13 september i Sundsta, Karlstad, arrangörsklubb IF Göta.

Tävlingen var det 108:e svenska mästerskapet.

## Medaljörer, resultat

### Herrar
| Gren                     | Guld                        | Guld                                                             | Guld     | Silver              | Silver                                                             | Silver   | Brons            | Brons                                                               | Brons    |
| 100 meter                | Johan Engberg               | IF Göta                                                          | 10,59    | Erik Wahn           | IFK Helsingborg                                                    | 10,67    | Nasser Sebabi    | Hofors AIF                                                          | 10,80    |
| 200 meter                | Johan Wissman               | IFK Helsingborg                                                  | 21,01    | Johan Engberg       | IF Göta                                                            | 21,58    | Erik Wahn        | IFK Helsingborg                                                     | 21,86    |
| 400 meter                | Jimisola Laursen            | Malmö AI                                                         | 46,57    | Andreas Mokdasi     | Hässelby SK                                                        | 47,39    | Thomas Nikitin   | Spårvägens FK                                                       | 47,49    |
| 800 meter                | Rickard Pell                | Hammarby IF                                                      | 1:50,91  | Rizak Dirshe        | Malmö AI                                                           | 1:51,25  | Thomas Byrberg   | Turebergs FK                                                        | 1:51,55  |
| 1 500 meter              | Patrik Johansson            | Spårvägens FK                                                    | 3:51,08  | Mattias Norling     | Turebergs FK                                                       | 3:51,45  | John Laselle     | Turebergs FK                                                        | 3:51,86  |
| 5 000 meter              | Erik Sjöqvist               | Enhörna IF                                                       | 14:19,94 | Said Regragui       | Hässelby SK                                                        | 14:24,67 | Gustav Svedbrant | Rånäs 4H                                                            | 14:27,83 |
| 10 000 meter             | Said Regragui               | Hässelby SK                                                      | 30:46,11 | Patrik Tjärdal      | Enhörna IF                                                         | 30:57,43 | Patrik Gustafson | Brittatorps TK                                                      | 31:12,21 |
| Halvmaraton              | Said Regragui               | Hässelby SK                                                      | 1:04:25  | Erik Sjöqvist       | Enhörna IF                                                         | 1:05:18  | Claes Nyberg     | IF Göta                                                             | 1:05:39  |
| Maraton                  | Said Regragui               | Hässelby SK                                                      | 2:19:55  | Magnus Bergman      | Enhörna IF                                                         | 2:22:18  | Claes Nyberg     | IF Göta                                                             | 2:23:28  |
| 4 km terräng             | Erik Sjöqvist               | Enhörna IF                                                       | 12:07    | Mustafa Mohamed     | Hälle IF                                                           | 12:13    | Gustav Svedbrant | Rånäs 4H                                                            | 12:13    |
| 12 km terräng            | Erik Sjöqvist               | Enhörna IF                                                       | 37:53    | Mustafa Mohamed     | Hälle IF                                                           | 38:16    | Said Regragui    | Hässelby SK                                                         | 38:24    |
| 4 km terräng lagtävling  | Enhörna IF                  | Erik Sjöqvist, Kristian Algers, Patrik Tjärdal                   | 37:06    | Turebergs FK        | John Lindström, Mounir El Guerouaoui, John Laselle                 | 38:19    | Hässelby SK      | Said Regragui, Simon Gutierrez, Fredrik Lans                        | 38:23    |
| 12 km terräng lagtävling | Enhörna IF                  | Erik Sjöqvist, Kristian Algers, Patrik Tjärdal                   | 1:55:56  | Hässelby SK         | Said Regragui, Simon Gutierrez, Peter Koskenkorva                  | 1:57:35  | Hälle IF         | Mustafa Mohamed, Erik Öhlund, Joakim Johansson                      | 1:57:44  |
| 110 meter häck           | Robert Kronberg             | IF Kville                                                        | 13,63    | Philip Nossmy       | Malmö AI                                                           | 13,70    | Rafael Askros    | Ullevi FK                                                           | 14,40    |
| 400 meter häck           | Mikael Jakobsson            | KFUM Örebro                                                      | 49,86    | Magnus Aare         | FI Danderyd Athletics                                              | 51,65    | Magnus Norberg   | Huddinge AIS                                                        | 52,10    |
| 3 000 meter hinder       | Mustafa Mohamed             | Hälle IF                                                         | 8:49,05  | Henrik Skoog        | Spårvägens FK                                                      | 8:51,53  | Per Jacobsen     | IF Göta                                                             | 8:53,94  |
| 4 x 100 meter            | IFK Helsingborg             | Fredrik Sturesson, Erik Wahn, Johan Wissman, Alexander Ljunggren | 40,82    | Malmö AI            | Daniel Persson, Philip Nossmy, Patrik Lövgren, Jimisola Laursen    | 41,19    | SoIK Hellas      | Magnus Linder, Lion Martinez, Klas Ringdahl, Stuart Mulondo         | 41,39    |
| 4 x 400 meter            | Malmö AI                    | Gustav Sewall, Martin Hajdu, Rizak Dirshe, Jimisola Laursen      | 3:11,86  | Hässelby SK         | Andreas Rehnborg, Albin Johansson, Daniel Almgren, Andreas Mokdasi | 3:14,79  | Turebergs FK     | Sebastian Hukari, Johan Kågeman, Mattias Norling, Thomas Byrberg    | 3:16,25  |
| 4 x 800 meter            | Hammarby IF                 | Daniel Norberg, Fredrik Karlsson, Johan Klinteskog, Rickard Pell | 7:23,35  | Turebergs FK        | Thomas Byrberg, Mattias Norling, John Laselle, Fredrik Kjellberg   | 7:29,46  | Hässelby SK      | Martin Öhman, Stefan Malmqvist, Andreas Rehnborg, Axel Lönnqvist    | 7:34,83  |
| 4 x 1 500 meter          | Turebergs FK                | Fredrik Kjellberg, Mattias Norling, John Lindström, John Laselle | 15:30,18 | Hammarby IF         | Per Synnerman, Daniel Norberg, Per Henrik Sundell, Rickard Pell    | 15:35,19 | Rånäs 4H         | Pontus Österberg, Björn Ahlepil, Gustav Svedbrant, Niklas Österberg | 15:38,41 |
| Höjdhopp                 | Stefan Holm                 | Kils AIK                                                         | 2,31     | Staffan Strand      | Hässelby SK                                                        | 2,24     | Linus Thörnblad  | IFK Lund                                                            | 2,24     |
| Stavhopp                 | Patrik Kristiansson (Klüft) | KA 2 IF                                                          | 5,80     | Martin Eriksson     | Hässelby SK                                                        | 5,20     | Fredrik Skoglund | IFK Lidingö                                                         | 5,12     |
| Längdhopp                | David Frykholm              | IF Göta                                                          | 7,59     | Daniel Arnsten      | Trångsvikens IF                                                    | 7,34     | Håkan Johansson  | Sollefteå GIF                                                       | 7,28     |
| Tresteg                  | Christian Olsson            | Örgryte IS                                                       | 17,54    | Anton Andersson     | Örgryte IS                                                         | 16,40    | Johan Attersand  | Hammarby IF                                                         | 15,33    |
| Kula                     | Magnus Lohse                | Mölndals AIK                                                     | 18,25    | Andreas Gustafsson  | IF Hagen                                                           | 18,05    | Henrik Wennberg  | Upsala IF                                                           | 17,32    |
| Diskus                   | Mattias Borrman             | Västerås FK                                                      | 56,68    | Kristian Pettersson | IFK Växjö                                                          | 55,45    | Staffan Jönsson  | Heleneholms IF                                                      | 54,22    |
| Slägga                   | Bengt Johansson             | Västerås FK                                                      | 68,24    | Per Karlsson        | IFK Växjö                                                          | 64,17    | Mattias Jons     | Hässelby SK                                                         | 62,14    |
| Spjut                    | Daniel Ragnvaldsson         | IFK Strömsund                                                    | 75,86    | Mats Nilsson        | Klippans FK                                                        | 73,63    | Gabriel Wallin   | Södertälje IF                                                       | 72,33    |
| Tiokamp                  | Andrus Klaar                | Spårvägens FK                                                    | 7 062    | Christoffer Thomée  | Sävedalens AIK                                                     | 6 570    | Lasse Ohtamaa    | Tullinge-Tumba FF                                                   | 6 309    |
| Lagtävling               | Ullevi FK                   | -                                                                | 73       | Hässelby SK         | -                                                                  | 73       | Spårvägens FK    | -                                                                   | 64       |

### Damer
| Gren                    | Guld                      | Guld                                                                             | Guld     | Silver                    | Silver                                                              | Silver   | Brons              | Brons | Brons    |
| 100 meter               | Carolina Klüft            | IFK Växjö                                                                        | 11,57    | Susanna Kallur            | Falu IK                                                             | 11,58    | Jenny Kallur       | Falu IK | 11,71    |
| 200 meter               | Jenny Ljunggren           | IFK Helsingborg                                                                  | 23,67    | Frida Claesson            | Alingsås IF                                                         | 24,03    | Ellinor Stuhrmann  | Malmö AI | 24,03    |
| 400 meter               | Ellinor Stuhrmann         | Malmö AI                                                                         | 52,23    | Lena (Udd) Aruhn          | Ume FI                                                              | 53,41    | Beatrice Dahlgren  | Mölndals AIK | 53.96    |
| 800 meter               | Camilla Nyquist           | IK Ymer                                                                          | 2:07,47  | Charlotte Schönbeck       | IFK Lidingö                                                         | 2:07,83  | Johanna Hallberg   | Hässelby SK | 2:07,99  |
| 1 500 meter             | Kristin Ahlepil           | Rånäs 4H                                                                         | 4:24,32  | Johanna Nilsson           | Högby IF                                                            | 4:25,52  | Hanna Karlsson     | Malmö AI | 4:25,57  |
| 5 000 meter             | Ida Nilsson               | Högby IF                                                                         | 16:51,78 | Christin Johansson        | IF Kville                                                           | 16:57,93 | Marie Nilsson      | IF Göta | 17:04,42 |
| 10 000 meter            | Lena Gavelin              | Trångsvikens IF                                                                  | 34:04,34 | Marie Söderström-Lundberg | Hässelby SK                                                         | 34:06,09 | Anna Rahm          | Rånäs 4H | 34:53,60 |
| Halvmaraton             | Marie Söderström-Lundberg | Hässelby SK                                                                      | 1:13:33  | Anna Rahm                 | Rånäs 4H                                                            | 1:14:32  | Christin Johansson | IF Kville | 1:15:24  |
| Maraton                 | Marie Söderström-Lundberg | Hässelby SK                                                                      | 2:35:07  | Jennie Åkerberg           | Spårvägens FK                                                       | 2:43:50  | Heléne Willix      | Spårvägens FK | 2:44:59  |
| 4 km terräng            | Malin Öhrn                | IFK Växjö                                                                        | 14:25    | Catarina Asph             | IFK Mora                                                            | 14:29    | Heléne Willix      | Spårvägens FK | 14:35    |
| 8 km terräng            | Marie Söderström-Lundberg | Hässelby SK                                                                      | 29:22    | Heléne Willix             | Spårvägens FK                                                       | 29:29    | Malin Öhrn         | IFK Växjö | 29:33    |
| 4 km terräng lagtävling | Rånäs 4H, lag 1           | Anna Lindh, Helena Olofsson, Ulrika Johansson                                    | 44:54    | Hässelby SK               | Ulrica Janemon, Linda Ström, Camilla Andersson                      | 45:40    | Rånäs 4H, lag 2    | Anna Rahm, Kristin Ahlepil, Anneli Fransson                                                                                        | 45:49    |
| 8 km terräng lagtävling | Hässelby SK, lag 1        | Marie Söderström-Lundberg, Ulrica Janemon, Camilla Benjaminsson                  | 1:31:15  | IF Kville                 | Dorothea Carlsson, Karin Schön, Paula Wass                          | 1:34:24  | Hässelby SK, lag 2 | Camilla Andersson, Susanne Johansson, Ingmarie (Nilsson) Eriksson                                                                  | 1:35:25  |
| 100 meter häck          | Susanna Kallur            | Falu IK                                                                          | 12,96    | Jenny Kallur              | Falu IK                                                             | 13,39    | Carolina Klüft     | IFK Växjö | 13,43    |
| 400 meter häck          | Erica Mårtensson          | IFK Växjö                                                                        | 57,05    | Nadja Petersen            | Huddinge AIS                                                        | 57,57    | Jessica Samuelsson | Hässelby SK | 58,67    |
| 3 000 meter hinder      | Ida Nilsson               | Högby IF                                                                         | 10:14,22 | Christin Johansson        | IF Kville                                                           | 10:40,36 | Ann Carlsson       | IK Ymer | 11:18,71 |
| 4 x 100 meter           | Malmö AI                  | Karin Jönsson, Ellinor Stuhrmann, Daniella Lincoln Saavedra, Petronella Dahlerus | 45,76    | IFK Växjö                 | Erica Mårtensson, Carolina Klüft, Emma Magnusson, Camilla Johansson | 45,77    | Falu IK Ullevi FK  | Susanna Kallur, Jenny Kallur, Malin Larsson, Therese Hammarlund, Linda Storkull, Annika Amundin, Lena Berntsson, Emmelie Barenfeld | 45,94    |
| 4 x 400 meter           | IFK Växjö                 | Emma Magnusson, Jessica Gylfe, Erica Mårtensson, Carolina Klüft                  | 3:47,73  | Malmö AI                  | Pernilla Tornemark, Linda Spetz, Hanna Karlsson, Ellinor Stuhrmann  | 3:45,25  | Hässelby SK        | Johanna Hallberg, Anna Skarin, Hanna Peterson, Jessica Samuelsson                                                                  | 3:45,66  |
| 4 x 800 meter           | Spårvägens FK             | Rebecca Ringström-Larsson, Flo Jonsson, Malin Kemi, Louise (Wenngren) Sandberg   | 8:58,74  | IK Ymer                   | Ann Carlsson, Caroline Hjelm, Kristine Mäkelä, Camilla Nyquist      | 9:03,90  | Rånäs 4H           | Moa Westman, Ulrika Johansson, Beatrice Odén, Annika Gerner                                                                        | 9:14,93  |
| 3 x 1 500 meter         | Rånäs 4H                  | Ulrika Johansson, Annika Gerner, Kristin Ahlepil                                 | 13:56,83 | IK Ymer                   | Kristine Mäkelä, Ann Carlsson, Camilla Nyquist                      | 14:13,80 | IFK Växjö          | Hanna Holst, Jessica Gylfe, Sandra Fransson                                                                                        | 14:37,04 |
| Höjdhopp                | Kajsa Bergqvist           | Turebergs FK                                                                     | 1,86     | Carolina Klüft            | IFK Växjö                                                           | 1,84     | Lena Johansson     | Hässelby SK | 1,78     |
| Stavhopp                | Linda Persson (Berglund)  | IFK Växjö                                                                        | 3,98     | Maria Rendin              | Örgryte IS                                                          | 3,90     | Ida Glemne         | IFK Växjö | 3,68     |
| Längdhopp               | Daniela Lincoln Saavedra  | Malmö AI                                                                         | 6,45     | Camilla Johansson         | IFK Växjö                                                           | 6,24     | Lina Quick         | Gefle IF | 6,16     |
| Tresteg                 | Camilla Johansson         | IFK Växjö                                                                        | 14,01    | Sara Brankell             | Mölndals AIK                                                        | 13,18    | Mfon Etim          | Angereds IS | 12,91    |
| Kula                    | Helena Engman             | Riviera FI                                                                       | 16,27    | Linda-Marie Mårtensson    | Hässelby SK                                                         | 15,51    | Anna Söderberg     | Ullevi FK | 14,84    |
| Diskus                  | Anna Söderberg            | Ullevi FK                                                                        | 57,21    | Annika Larsson            | Gefle IF                                                            | 53,82    | Maria Pettersson   | IFK Helsingborg | 51,99    |
| Slägga                  | Cecilia Nilsson           | IK Ymer                                                                          | 60,80    | Karin Engström            | IF Göta                                                             | 58,83    | Marie Hilmersson   | Hässelby SK | 58,44    |
| Spjut                   | Katarina Eklöf            | Huddinge AIS                                                                     | 50,62    | Elisabet (Nagy) Wahlander | Alingsås IF                                                         | 48,72    | Isabel Savic       | Ullevi FK | 48,32    |
| Sjukamp                 | Jessica Samuelsson        | Hässelby SK                                                                      | 5 017    | Marie Barenfeld           | KFUM Örebro                                                         | 4 869    | Jennie Hurkmans    | Turebergs FK | 4 414    |
| Lagtävling              | IFK Växjö                 | -                                                                                | 79       | Hässelby SK               | -                                                                   | 75       | Ullevi FK          | - | 65       |

### Fotnoter
1. ↑  Wiger 2006, s. 31.
2. ↑  Wiger 2006, s. 36.
3. ↑  Wiger 2006, s. 41.
4. ↑  Wiger 2006, s. 45.
5. ↑  Wiger 2006, s. 49.
6. ↑  Wiger 2006, s. 53.
7. ↑  Wiger 2006, s. 57.
8. ↑  Wiger 2006, s. 61.
9. ↑  Wiger 2006, s. 70.
10. ↑  Wiger 2006, s. 75.
11. ↑  Wiger 2006, s. 77.
12. ↑  Wiger 2006, s. 88.
13. ↑  Wiger 2006, s. 81.
14. ↑  Wiger 2006, s. 91.
15. ↑  Wiger 2006, s. 95.
16. ↑  Wiger 2006, s. 99.
17. ↑  Wiger 2006, s. 67.
18. ↑  Wiger 2006, s. 154.
19. ↑  Wiger 2006, s. 160.
20. ↑  Wiger 2006, s. 164.
21. ↑  Wiger 2006, s. 171.
22. ↑  Wiger 2006, s. 103.
23. ↑  Wiger 2006, s. 107.
24. ↑  Wiger 2006, s. 111.
25. ↑  Wiger 2006, s. 115.
26. ↑  Wiger 2006, s. 125.
27. ↑  Wiger 2006, s. 129.
28. ↑  Wiger 2006, s. 133.
29. ↑  Wiger 2006, s. 137.
30. ↑  Wiger 2006, s. 145.
31. ↑  Wiger 2006, s. 173.
32. ↑  Wiger 2006, s. 181.
33. ↑  Wiger 2006, s. 184.
34. ↑  Wiger 2006, s. 187.
35. ↑  Wiger 2006, s. 190.
36. ↑  Wiger 2006, s. 193.
37. ↑  Wiger 2006, s. 196.
38. ↑  Wiger 2006, s. 196.
39. ↑  Wiger 2006, s. 199.
40. ↑  Wiger 2006, s. 199.
41. ↑  Wiger 2006, s. 202.
42. ↑  Wiger 2006, s. 206.
43. ↑  Wiger 2006, s. 204.
44. ↑  Wiger 2006, s. 207.
45. ↑  Wiger 2006, s. 212.
46. ↑  Wiger 2006, s. 214.
47. ↑  Wiger 2006, s. 196.
48. ↑  Wiger 2006, s. 246.
49. ↑  Wiger 2006, s. 251.
50. ↑  Wiger 2006, s. 255.
51. ↑  Wiger 2006, s. 256.
52. ↑  Wiger 2006, s. 219.
53. ↑  Wiger 2006, s. 220.
54. ↑  Wiger 2006, s. 222.
55. ↑  Wiger 2006, s. 225.
56. ↑  Wiger 2006, s. 227.
57. ↑  Wiger 2006, s. 230.
58. ↑  Wiger 2006, s. 232.
59. ↑  Wiger 2006, s. 234.
60. ↑  Wiger 2006, s. 239.
61. ↑  Wiger 2006, s. 258.